# Marcelline Aboh
Pour les articles homonymes, voir Aboh.
Marcelline Aboh (née Marcelline Akinocho en 1940 à Porto-Novo, et morte le 20 août 2017 à Porto-Novo) est une comédienne béninoise. Connue sous le nom de scène de Détin Bonsoir, elle était la figure principale de la troupe de théâtre Les Échos de la capitale.

## Biographie
Yvonne Kidjo ouvre la voie de la participation des au théâtre béninois en devenant une des premières femmes comédienne francophone du Bénin. Elle crée avec Grace Dotou-Aboh sa belle-sœur une troupe entièrement féminine dans les années 1980 nommée Qui dit mieux ?.
Elle n'a pas suivi de formation professionnelle dans le domaine des arts et de la culture pour atteindre graceson niveau. À l'origine, elle était couturière de métier.

## Filmographie
- 2006 : Abeni de Tunde Kelani[7]
- 2006 : Abeni 2 de Tunde Kelani[8]
- 2008 : Djibiti de Prince Ogoudjobi[9]
- 2008 : Djibiti 2 de Prince Ogoudjobi[10]